# Dimitrij Ovtcharov
Dimitrij Ovtcharov (russisk: Дмитрий Овчаров; ukrainsk: Дмитро Овчаров; født 2. september 1988 i Kyiv) er en ukrainsk-tysk bordtennisspiller, der har deltaget i fire olympiske lege og vundet medaljer i alle disse. 
Hans forældre (hans far var sovjetisk mester i bordtennis i 1982) til Tyskland kort efter Dimitrijs fødsel, og han blev tysk statsborger. 

## Klubkarriere
I klubsammenhæng har Ovtcharov først spillet i den mindre tyske klub TSV Schwalbe Tündern, inden han i 2007 skiftede til Borussia Düsseldorf, som han var med til at sikre det tyske mesterskab i 2008 og 2009 samt Champions League-titlen i 2009. Derpå skifte han til belgiske Royal Villette Charleroi en enkelt sæson, inden han i 2010 skiftede til den russiske Gazprom Fakel Orenburg, som han var med til gøre til russisk mester syv gange og vinde Champions League med fem gange de følgende år. Efter Ruslands invasion af Ukraine 2022 blev klubben i lighed med andre russiske klubber og atleter udelukket fra internationale konkurrencer, og Ovtcharov med sine ukrainske rødder stoppede i klubben og skiftede derpå til den næsten nydannede tyske klub, TTC Neu-Ulm.

## Landsholdskarriere
Ved OL 2008 i Beijing repræsenterede han Tyskland, og han vandt sølv i holdturneringen sammen med Timo Boll og Christian Süß, efter at de i finalen tabte til Kina, mens Sydkorea fik bronze. Det var første gang, at der blev afholdt holdturnering i bordtennis ved OL. I singleturneringen nåede han til fjerde runde.
Ved OL 2012 i London vandt han bronze i holdturneringen sammen med Boll og Bastian Steiger efter Kina og Sydkorea og i single. Her besejrede han blandt andet danske Michael Maze i kvartfinalen i syv sæt, inden han i semifinalen tabte til kinesiske Zhang Jike, der senere sikrede sig guldet ved at besejre sin landsmand Wang Hao i finalen, mens Ovtcharov besejrede taiwaneseren Chuang Chih-Yuan i kampen om tredjepladsen.
Ved legene i 2016 i Rio de Janeiro nåede han kvartfinalen i single, mens han i holdturneringen var med til at tabe til Japan i semifinalen og derpå besejre Sydkorea i kampen om bronzemedaljen, mens Kina endnu engang vandt guldet, og Japan fik sølv.
OL 2020 i Tokyo (afholdt 2021) blev Ovtcharovs hidtil mest succesrige OL, da han nåede semifinalen i single, hvor han tabte til sin onde ånd, kineseren Ma Long, som han aldrig havde besejret. I denne kamp var han meget tæt på, da kineseren i syvende og sidste sæt vandt med 11-9. I kampen om bronze vandt Ovtcharov over taiwaneseren Lin Yun-Ju, ligeledes i syv sæt, mens Ma Long sikrede sig guldet mod landsmanden Fan Zhengdong. I holdturneringen besejrede Tyskland Japan i semifinalen, men var chanceløse i finalen mod Kina med de tre højestplacerede på verdensranglisten og tabte 0-3. Men sølvmedaljen var en tangering af den tyske placering ved OL 2012.
Blandt Ovtcharovs øvrige resultater som repræsentant for Tyskland er to EM-titler, en EM-sølv og en EM-bronze, guld ved World Cup i 2017 (alle i single) og guld ved Europæiske Lege i 2015 både i single og for hold. Han blev tysk mester i 2014.